# Instituto dos Pupilos do Exército
O Instituto dos Pupilos do Exército (IPE) ComC • MHA • MOSD • MHSE • MHIH • ComIP é um estabelecimento militar de ensino não superior, público localizado em São Domingos de Benfica, em Lisboa.
Aqui é ministrado, o Ensino Básico Regular (2.º e 3.º ciclos) e o Ensino Secundário Profissional, a par de atividades militares, físicas e culturais. 
No final do ensino secundário o aluno do IPE fica habilitado com uma dupla certificação nível 4 – 12.º ano e respetiva qualificação profissional e possibilidade de prosseguimento de estudos no Ensino Superior.
Os cursos profissionais actualmente ministrados são:
- Técnico de Manutenção Industrial, Metalurgia e Metalomecânica (TMIMM);
- Técnico de Eletrónica, Automação e Comando (TEAC);
- Técnico de Gestão e Programação de Sistemas Informáticos (TGPSI);
- Técnico de Gestão;
- Técnico de Desporto.

Funciona em regime de:
- Internato (Masculino e Feminino)
- Externato

Embora integrado na tutela do Exército Português / Ministério da Defesa Nacional, à Direcção de Educação do Exército (DE) incumbe dirigir, coordenar e supervisionar as atividades dos estabelecimentos militares de ensino não superior (EME), bem como dos órgãos ou serviços no âmbito do sistema de ensino não superior ministrado nos EME. Os seus Cursos são, para todos os efeitos, considerados equivalentes aos Cursos correspondentes do ensino oficial do Ministério da Educação, no respeito pelos princípios do Sistema Educativo Português.
O IPE é, a par do Colégio Militar, uma das duas escolas dependentes do Exército, e é frequentado por alunos filhos de militares dos QP, de membros das Forças de Segurança (PSP, GNR, SEF e PJ), bem como de civis. 
Os alunos e as alunas do IPE são conhecidos/as por "Pilões" e usam um uniforme cerimonial de cor azul, com um vistoso penacho branco na barretina. O Lema do IPE é "Querer é Poder" e tem como patrono D. João de Castro. Os símbolos do IPE são o Brasão de Armas e a "Barretina". O seu fundador, General António Xavier Correia Barreto.

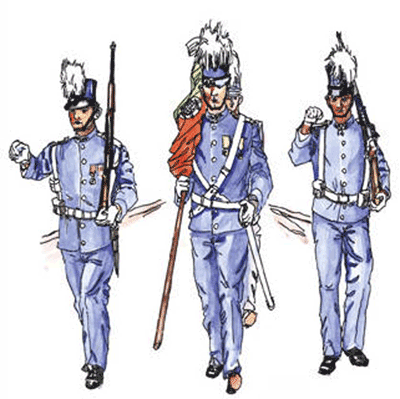
Soldados

## História e tradições
Os antecedentes do IMPE remontam a 1911, quando, por Decreto-Lei de 25 de Maio e por inspiração do General António Xavier Correia Barreto, ao tempo Ministro da Guerra, foi criado o Instituto Profissional dos Pupilos do Exército de Terra e Mar. Desde 1911 até hoje, os planos de estudos sofreram sucessivas reformas, ditadas pela necessidade de acompanhar, internamente, a evolução geral do ensino em Portugal. Tais reformas, porém, sempre tiveram presentes quatro aspectos característicos deste Instituto, dignos de relevo:
1. A coexistência de vários cursos e de diferentes níveis de ensino;
2. A equiparação, para todos os efeitos, dos cursos ministrados aos correspondentes cursos dos estabelecimentos civis de ensino;
3. A instrução militar, ministrada em função da idade e/ou preparação académica;
4. O papel importante da educação física no desenvolvimento global dos alunos.

## O Ensino
O IPE leciona  o 2.º e 3.º Ciclo do Ensino Básico Regular. Existem ainda cursos de Ensino Secundário Profissional de Nível 4 em Técnico de Gestão; Técnico de Manutenção Industrial; Técnico de Eletrónica, Automação e Comando, Técnico de Gestão e Programação de Sistemas Informáticos.

## Instalações
A Primeira Secção do IPE está situada na Travessa de São Domingos de Benfica, em espaços que fizeram parte do Convento de São Domingos e onde, outrora, se ergueu o Paço Real de Benfica. Das suas instalações salienta-se, entre outras:
- Pavilhões com salas de aula, de estudo e laboratórios,
- Polidesportivo coberto,
- Cozinha e refeitórios,
- Bloco sanitário,
- Alojamentos e salas de estudo com rede wireless e Internet,
- Salas de convívio de alunos e de professores,
- Instalações do Corpo de Alunos,
- Campos desportivos polivalentes,
- Piscina,
- Tanque de remo,
- Museu e Sala do Patrono (D. João de Castro),
- Claustro conventual e a Capela dos Castros,
- Claustro Interior (Pátio das Cantigas).

A Segunda Secção situa-se num troço da Estrada de Benfica, outrora Quinta da Alfarrobeira. Estão aqui instalados a Direcção do Instituto, Serviço Escolar e outros serviços, pavilhões de aulas, biblioteca, anfiteatro, laboratórios, oficinas e um Pólo Desportivo, composto por Pavilhão Gimnodesportivo, campos de jogos e um extenso parque de recreio.

## Distinções
Ao longo dos seus anos de vida, o Instituto Militar dos Pupilos do Exército desenvolveu uma acção valiosa, educando e ensinando milhares de cidadãos que, na vida prática, têm granjeado prestígio e credibilidade à instituição que os formou, acção essa que já mereceu ser distinguida com várias distinções:
- Membro-Honorário da Ordem da Instrução Pública (22 de Setembro de 1953)[3] (Decreto de 5 de Agosto de 1953)
- Membro-Honorário da Ordem Militar de Nosso Senhor Jesus Cristo (4 de Novembro de 1957)[3] (Decreto de 14 de Outubro de 1957)
- Membro-Honorário da Antiga, Nobilíssima e Esclarecida Ordem Militar de Sant'Iago da Espada, do Mérito Científico, Literário e Artístico (2 de Junho de 1981)[3] (Alvará de 7 de Maio de 1981)
- Membro-Honorário da Ordem Militar de São Bento de Avis (26 de Maio de 1988)[3] (Alvará de 6 de Maio de 1988)
- Medalha de Serviços Distintos Grau Ouro (Portaria Nº 231 de 14 de Outubro de 1996)
- Membro-Honorário da Ordem do Infante D. Henrique (25 de Maio de 2011)[3]
- Medalha Marechal Trompowsky (Brasil) (em Maio de 2011)
- Medalha Comemorativa do Centenário do Colégio Militar de Porto Alegre (Brasil) (25 de Maio de 2013)
- Medalha Militar da Cruz Naval de 1.ª Classe (Por despacho do Almirante Chefe do Estado-Maior da Armada, de 4 de Maio de 2017 publicado na Ordem da Armada de 10 de Maio de 2017)

## Homenagem
Na comemoração dos 100 anos do Pupilos do Exército, a Câmara Municipal de Lisboa prestou homenagem à Instituição ao atribuir o seu nome a uma rotunda na freguesia de São Domingos de Benfica. 
No 90.º aniversário da Associação dos Pupilos do Exército, a 1 de Junho de 1922, foi inaugurada uma estátua ao Pupilo do Exército pelo Presidente da Câmara Municipal de Lisboa, Eng. Carlos Moedas, ao qual se associou o Presidente da República, Prof. Doutor Marcelo Rebelo de Sousa.